# Museum für Steinschnitzkunst der Provinz Shandong
Das Museum für Steinschnitzkunst der Provinz Shandong (chinesisch 山東省石刻藝術博物館 / 山东省石刻艺术博物馆, Pinyin Shandong Sheng shike yishu bowuguan, englisch The Museum for the Art of Stone Engravings of Shandong Province) ist das erste auf die Kunst der Steinschnitzerei (chin. shike) spezialisierte Museum Chinas. Es wurde im September 1981 gegründet und befindet sich in Jinan, der Hauptstadt der chinesischen Provinz Shandong.
Es verwahrt 96 Objekte, davon bilden Steinbasreliefs der Han-Dynastie den Schwerpunkt, z. B.: Zhu Wei shishi huaxiang 朱鲔石室画像, Songshan Xiaoci tang Han huaxiangshi 宋山小祠堂汉画像石, Handai shihuren 汉代石胡人; aus der Nördlichen Wei-Dynastie: Maming si zaoxiang bei 马鸣寺造像碑, Gaozhen bei 高贞碑, Gaoqing bei 高庆碑.

## Publikationen
Zu den vom Museum herausgegebenen wissenschaftlichen Werken zählen Yunfeng shike yanjiu 云峰刻石研究, Hanbei yanjiu, 汉碑研究, Beichao kejing yanjiu 北朝刻经研究, Yunfeng kejingshi quanji 云峰刻经石全集, Shandong Beichao moya kejing quanji 山东北朝摩崖刻经全集, Yunfeng shike diaocha yu yanjiu 云峰刻石调查与研究, Zhongguo Hanhua xiangshi quanji 中国汉画像石全集 (I, II, III), Yunfeng zhushan Beichao keshi taolunhui lunwen xuanji 云峰诸山北朝刻石讨论会论文选集 und Handai Wushi muqun shike yanjiu 汉代武氏墓群石刻研究.
　　

## Direktoren
- Jiang Huanju 蒋奂炬
- Wang Sili 王思礼
- Sun Tianji 孙天吉